# Europenii din China medievală

Mormântul, din 1342, membră a unei familii negustorești italiene, la.

După dovezile documentare și arheologice, se crede că mii de europeni au trăit în China Imperială în timpul perioadei de dominație mongolă. Aceștia provenau din țări tradițional creștine din Evul Mediu Mijlociu până în Evul Mediu Târziu, care au vizitat, au făcut negoț, au efectuat misiuni creștine, sau au trăit în China. Aceasta se întâmpla mai ales în a doua jumătate a secolului al XIII-lea și în prima jumătate a secolului al XIV-lea, care coincid cu dominația Imperiului Mongol, care domnea peste o mare parte din Eurasia și conecta Europa de China dominată de dinastia Yuan (1271-1368). Întrucât Imperiul Bizantin centrat în Grecia și Anatolia a menținut în rare cazuri de corespondență cu dinastiile Tang, Song și Ming, papalitatea romană a trimis mai mulți misionari și soli la primul Imperiu Mongol, precum și în Khanbaliq⁠(d) (Beijingul de astăzi), capitala Dinastiei Yuan instaurată de mongoli.
Situați mai ales în locuri cum ar fi capitala mongolă Karakorum, misionarii și negustorii europeni au călătorit pe teritoriul mongol într-o perioadă de timp denumită de istorici „Pax Mongolica”. Cel mai renumit vizitatori europeni în China din această perioadă a fost Marco Polo, precedat de tatăl și unchiul său, Niccolò și Carmello Polo⁠(d). Poate cea mai importantă consecință politică a acestei mișcări de popoare și de intensificare a comerțului a fost alianța franco-mongolă⁠(d), deși ea nu s-a materializat pe deplin, cel puțin nu într-o manieră coerentă. Instaurarea dinastiei Ming⁠(d) în 1368 și restabilirea dominației chinezilor Han a dus la încetarea șederii negustorilor europeni și misionarilor romano-catolici în China. Contactul direct cu europenii nu a mai fost reînnoit până când exploratorii portughezi⁠(d) și misionarii⁠(d) iezuiți au sosit pe țărmurile sudice ale Chinei Ming la începutul secolului al XVI-lea, în epoca marilor descoperiri geografice.
Negustorul italian Marco Polo, precum și tatăl și unchiul lui, Niccolò și Carmello Polo⁠(d), au călătorit în China în timpul perioadei de dominație mongolă. Marco Polo a scris o relatare a călătoriilor sale acolo, așa cum a făcut și călugărul franciscan Odoric din Pordenone⁠(d) și negustorul Francesco Balducci Pegolotti⁠(d). Autorul John Mandeville a scris și el despre călătoriile sale în China, dar e posibil ca el doar să se fi bazat pe relatările anterioare. În Khanbaliq, arhiepiscopia romană a fost înființată de Ioan de Montecorvino⁠(d), după care a urmat Giovanni de' Marignolli⁠(d). Alți europeni, cum ar fi André de Longjumeau⁠(d), au reușit să ajungă granița de est a Chinei în călătoriile lor diplomatice la curtea regală mongolă, în timp ce alții, cum ar fi Giovanni da Pian del Carpine, Benedict of Poland⁠(d), și William de Rubruck au călătorit în Mongolia. Creștinul nestorian⁠(d) uigur Rabban Bar Sauma⁠(d) a fost primul diplomat din China care a ajuns la curțile regale ale creștinătății din Occident.

## Context

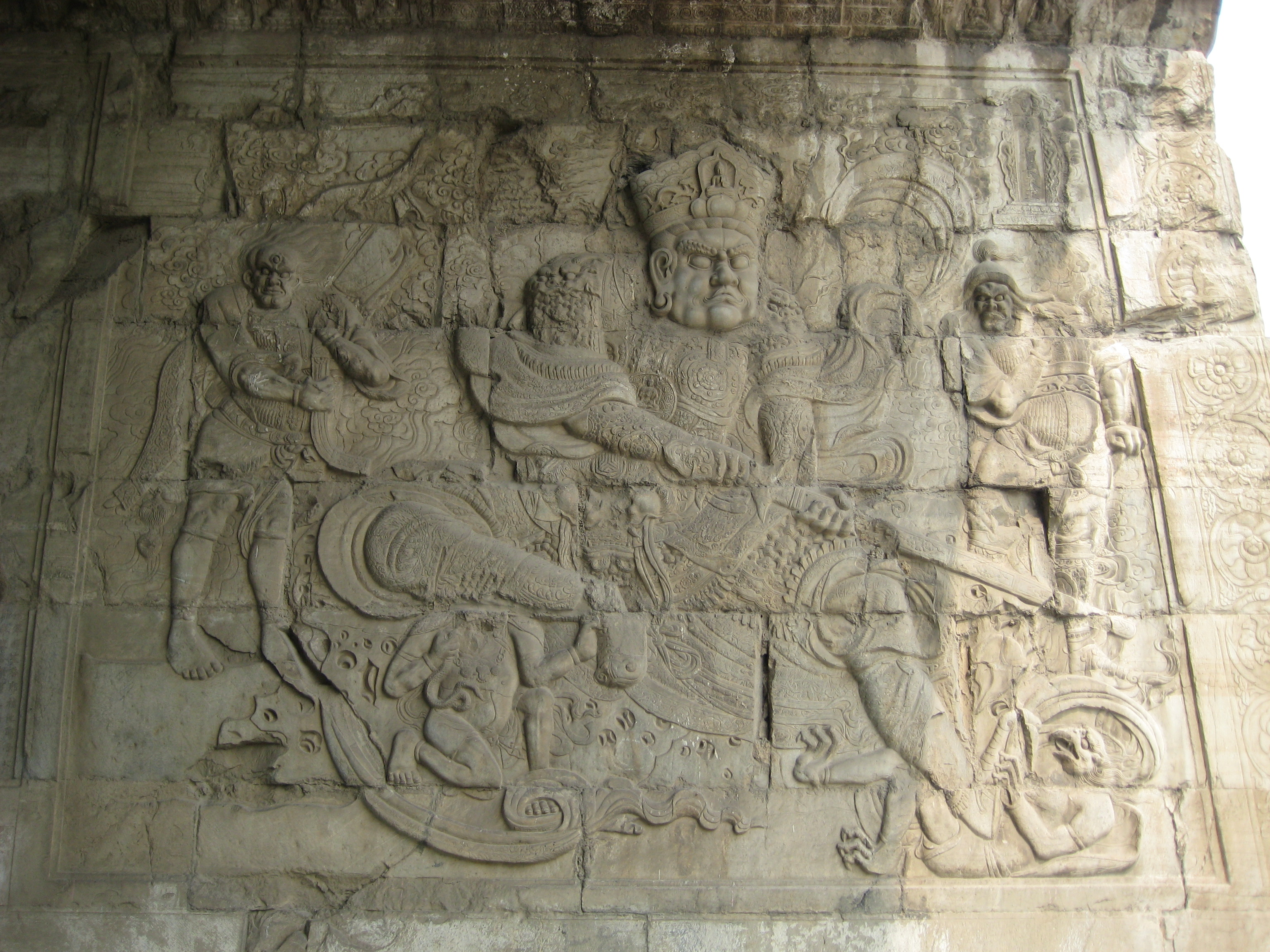
Împăratul Deva de la miazăzi, o piatră sculptată în relief în interiorul, construită între 1342 și 1345 în ceea ce era atunci capitala (Beijingul modern) a dinastiei Yuan de origine mongolă; monumentul conține inscripții în șase scrieri diferite: (folosită pentru a scrie limba sanscrită), scrierea tibetană (folosită pentru), (creată la comanda lui Kublai Khan, și folosit pentru a scrie chineza, mongola și uigura), vechea scriere uigură (folosită pentru uigura veche), caracterele chinezești (folosită pentru a scrie limba chineză), și (folosită pentru a scrie)

### Grecii eleniști
Înainte de secolul al XIII-lea, cazurile de europeni care au mers în China sau de chinezi care au ajuns în Europa au fost foarte rare. Euthydemus I⁠(d), conducătorul elenist al Regatului Greco-Bactrian din Asia Centrală din secolul al III-lea î.e.n., a condus o expediție în bazinul Tarim (Xinjiangul din China de astăzi), în căutare de metale prețioase. Influența grecească de la acea dată în est până la bazinul Tarim pare să fie confirmată de descoperirea tapiseriei de la Sampul⁠(d), un covor de perete din lână cu pictura unui soldat cu ochi albaștri, probabil grec și a unui centaur cabrat, un motiv⁠(d) elenistic comun din mitologia greacă. Cu toate acestea, se știe că alte popoare indo-europene , cum ar fi yuezhii, sakii, și toharienii locuiau în bazinul Tarim înainte și după ce a fost adus influența chinezilor Han în timpul domniei Împăratului Wu Han (141-87 î.e.n.).
La cimitirul din Sampul (Chineză: 山普拉), ~14 km de situl arheologic din Hotan⁠(d) în județul Lop⁠(d), Xinjiang, China, unde s-a găsit sus-menționata tapiseri de la Sampul, locuitorii și-au îngropau morții aproximativ din 217 î.e.n. până în 283 e.n. Analiza ADN-ului mitocondrial din rămășițele umane a dezvăluit afinități genetice cu popoarele din Caucaz, în special o linie maternă care îi lega pe osetini⁠(d) de iranieni⁠(d), precum și o ascendență paternă mediteraneană. Această legătură pare a fi confirmată de relatările istorice despre Alexandru cel Mare, care s-a căsătorit cu o femeie sogdiană din Bactria, pe nume Roxana, și care i-a încurajat și pe soldații și generalii⁠(d) săi să se căsătorească cu femei localnice; în consecință, regii din Imperiului Seleucid de mai târziu și din Regatul Greco-Bactrian aveau o origine etnică mixtă greco-persană.

### Romani antici
Începând cu epoca lui Augustus (27 î.e.n. – 14 e.n.), romanii, inclusiv autori precum Pliniu cel Bătrân, au menționat contacte cu Seres, pe care l-au identificat ca fiind producători de mătase⁠(d) din îndepartata Asie de Est și ar fi putut fi chinez sau chiar aproape oricare intermediari din diverse medii etnice de-a lungul Drumului Mătăsii din Asia Centrală și nord-vestul Chinei⁠(d). Generalul chinez Ban Chao⁠(d) din epoca Han de Est, protector general al Regiunilor Vestice⁠(d), a explorat Asia Centrală și în 97 e.n. l-a trimis sol pe Gan Ying⁠(d) în Da Qin⁠(d) (adică Imperiul Roman). Gan a fost convins de autoritățile parte să nu se aventureze mai departe de Golful Persic, deși a dat un raport detaliat despre Imperiul Roman, orașele sale⁠(d), rețeaua poștală și sistemul consular de guvernare, și a prezentat-o la curtea Han. Ulterior, a existat  o serie de solii romane în China în secolele al II-lea și al III-lea e.n., consemnate în surse chinezești. În 166 e.n., Cartea Hanului de mai târziu⁠(d) anunța sosirea romanilor⁠(d) în China pe drumul maritim din sud⁠(d) și prezentarea de cadouri la curtea împăratului Huan Han⁠(d) (146-168 e.n.), susținând că îl reprezintă pe împăratul roman Marcus Aurelius Antoninus (Andun 安敦; 161-180 e.n.). Istoricul Rafe de Crespigny⁠(d) speculează că ei erau de fapt negustori romani⁠(d), și nu diplomați oficiali.
Cel puțin, dovezile arheologice sprijină afirmația din Weilüe⁠(d) și Cartea Liang⁠(d) cum că negustori romani activau în Asia de Sud-Est, dacă nu și afirmația că soliile lor au venit în China, prin Jiaozhi⁠(d), provincie din nordul Vietnamului controlată pe atunci de chinezi. Medalioane romane de aur din vremea domniilor lui Antoninus Pius și a fiului său adoptiv, Marcus Aurelius, au fost găsite în Óc Eo⁠(d) (în apropiere de orașul Ho Chi Minh), un teritoriu care a aparținut Regatului Funan⁠(d) învecinat cu Jiaozhi. O activitate și mai timpurie este sugerată de un castron roman de sticlă din epoca republicană, dezgropat dintr-un mormânt din Guangzhou din Han de Vest (pe malul Mării Chinei de Sud), datat la începutul secolul I î.e.n., în plus față de obiectele mediteraneene⁠(d) antice găsite în Thailanda, Indonezia și Malaezia. Geograful greco-roman Ptolemeu a scris în Geografia⁠(d) sa din perioada antonină că, dincolo de Hersonesul de Aur⁠(d) (Malaezia) este un oraș-port numit Óc Eo⁠(d) descoperit de un marinar grec, pe nume Alexandru, un loc care Ferdinand von Richthofen⁠(d) presupunea că reprezintă Hanoiul controlat de chinezi, dar, având în vedere dovezile arheologice, este mai degrabă Óc Eo. Monede romane au fost găsite în China, dar mult mai puține decât în India⁠(d).
Este posibil ca un grup de artiști acrobați greci, care au pretins a fi dintr-un loc „la apus de mări⁠(d)” (adică Egiptul roman, pe care Cartea Han de mai târziu îl lega de imperiul „Daqin”), au fost prezentate de către un rege din Birmania împăratului An Han⁠(d) în 120 e.n. Este cunoscut faptul că atât în Imperiul Part cât și în Imperiul Kushan din Asia, etnicii greci au continuat să fie angajați ca artiști interpretativi, cum ar fi muzicieni și sportivi, care participau la întregeri sportive.

### Imperiul Bizantin

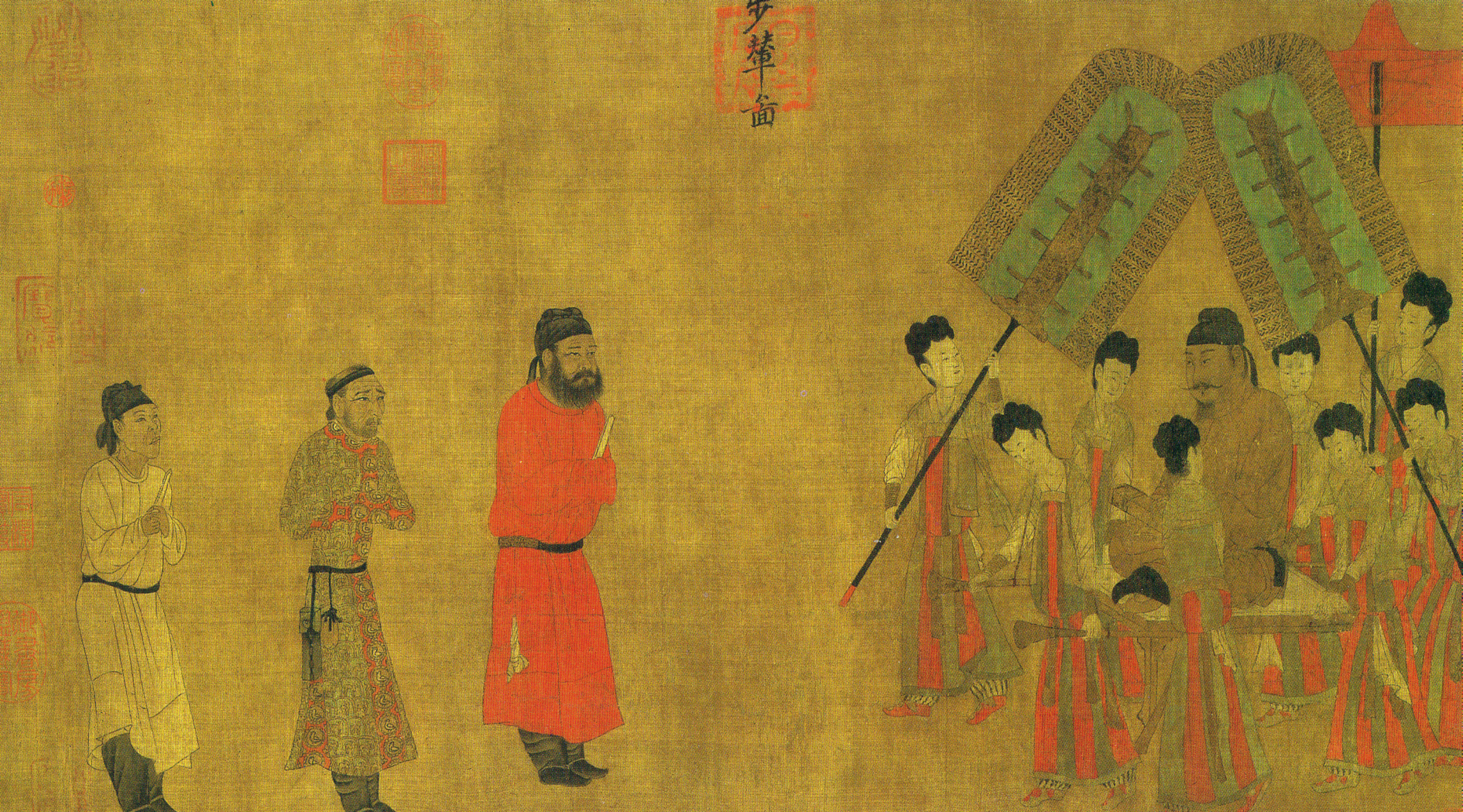
(r. 626-649) oferind o audiență lui, ambasador al, într-o pictură de (600-673 e.n.)

Istoricul bizantin grec Procopius a afirmat că doi călugări creștini nestorieni ay descoperit în cele din urmă cum se produce mătasea. Din această dezvăluire, călugării au fost trimiși de Împăratul Bizantin Iustinian (527-565) ca spioni pe Drumul Mătăsii de la Constantinopol până în China și înapoi pentru a fura ouăle de viermi de mătase. Acest lucru a dus la producția de mătase în Marea Mediterană, în special în Tracia, la nord de Grecia, și a dat Imperiului Bizantin un monopol asupra producției de mătase⁠(d) în Europa medievală, până la pierderea de teritoriilor sale din Sudul Italiei⁠(d). Istoricul bizantin Teofilact Simocatta, care scria în timpul domniei lui Heraclius (610-641), a transmis informații despre geografia Chinei, capitala sa Khubdan (înturcica veche: Khumdan, adică Chang'an⁠(d)), actualul conducător Taisson al cărui nume însemna „Fiul Cerului⁠(d)” (în Chineză: 天子 Tianzi⁠(d), deși acest lucru ar putea fi derivat din numele de Împăratul Taizong Tang⁠(d)), și a notat corect reunificarea acesteia de către dinastia Sui (581-618) ca având loc în timpul domniei lui Mauriciu, observând că China fusese anterior împărțită din punct de vedere politic de-a lungul Fluviului Yangzi între două țări aflate în conflict⁠(d). Cartea veche a Tangului⁠(d) și Cartea Nouă a Tangului⁠(d) menționau mai multe solii de la Fu lin (拂菻; adică Bizanț), pe care l-au echivalat cu Daqin (adică Imperiul Roman), începute în 643 cu solia trimisă de regele Boduoli (波多力, adică Constans II-lea Pogonatos) la împăratului Taizong⁠(d) din Tang, cu daruri, cum ar fi sticlă roșie⁠(d). Aceste istorii au furnizat și descrieri sumare ale Constantinopolului, zidurilor sale, și a felului cum a fost asediat de Da shi (大食; arabii din Califatul Umayyad) și de comandantul lor „Mo-yi” (摩拽; adică Muawiyah I, guvernator al Siriei, viitor calif), care i-a obligat să plătească tribut. Din însemnările chinezești⁠(d) se știe că Mihail al VII-lea Doukas (Mie li sha ling kai sa 滅力沙靈改撒) din Fu lin a trimis o misiune diplomatică în China dinastiei Song, care a sosit în 1081, în timpul domniei împăratului Shenzong Song⁠(d). Unii chinezi din timpul perioadei Song⁠(d) s-au interesat de țările din vest, cum ar fi inspectorul vamal din Quanzhou din secolul al XIII-lea Zhao Rukuo⁠(d), care a descris Farul din Alexandria în a sa Chu-fan-chi⁠(d).

## Negustori

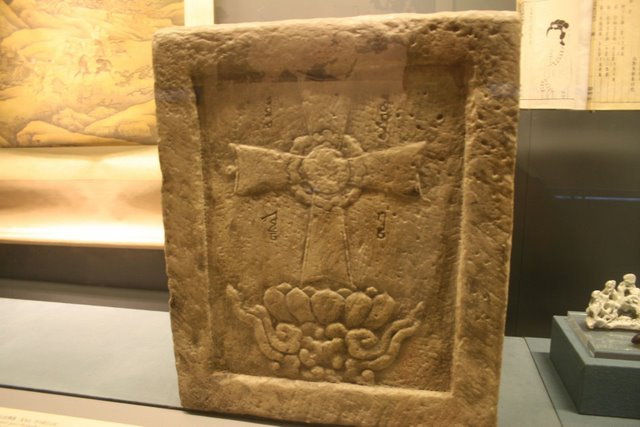
Inscropție chinezească în piatră cu o de la o mănăstire din din Beijing (numit pe atunci Dadu, sau), dinastia Yuan

Potrivit Cărții drumurilor și regatelor⁠(d) scrisă de Ibn Khordadbeh, China era o destinație pentru evreii radhaniți⁠(d) care cumparau băieți, și femei ca sclavi și eunuci din Europa. În timpul perioadei ulterioare Song a existat și o comunitate de evrei în Kaifeng⁠(d) în China. Spaniolul Benjamin de Tudela⁠(d) (din Navarra) a fost un călător evreu din secolul al XII-lea a cărui scriere Călătoriile lui Benjamin consemnează descrieri realiste ale Europei, Asiei și Africii, care o precede pe cea a lui Marco Polo cu o sută de ani.
Polo, un negustor din Republica Veneția din secolul al XIII-lea, descrie călătoriile sale în China dinastiei Yuan și la curtea conducătorului mongol Kublai Han, împreună cu anterioarele deplasări efectuate de Niccolò și Carmello Polo⁠(d), tatăl și, respectiv, unchiul său, în Călătoriile lui Marco Polo⁠(d). Polo a povestit acestea lui Rustichello din Pisa pe la 1298 în timp ce erau închiși împreună într-o închisoare genoveză după ce fuseseră capturați în luptă⁠(d). La întoarcerea sa în Persia din China (cu pornire din portul Quanzhou în 1291), Marco Polo spune că a însoțit-o pe prințesa mongolă Kököchin⁠(d) în drumul ei spre căsătoria cu Arghun⁠(d), conducătorul Ilhanatuluimongol, dar că aceasta s-a măritat în schimb cu fiul acestuia, Ghazan⁠(d), în urma morții subite a primului. Deși prezența lui Marco Polo este omisă în întregime, relatarea lui este confirmată de istoricul persan din secolul al XIV-lea Rashid al-Din Hamadani în Jami' al-tawarikh⁠(d).
Marco Polo a descris cu precizie caracteristicile geografice ale Chinei, cum ar fi Marele Canal. Descrierile lui detaliate și exacte despre producția de sare⁠(d) confirmă că el chiar a fost în China. Marco descria puțurile de sare și dealurile unde se putea extrage sarea, probabil în Yunnan, și povestea că în munți „acești oameni ... nu au deloc din banii de hârtie ai Marelui Han, dar folosesc sare în loc ... Au sare pe care o fierb și a toarnă într-o matriță ...” Polo a remarcat cum chinezii ard efigii⁠(d) de hârtie⁠(d) în formă de slujitori bărbați și femei, cămile, cai, costume de haine și armuri în timp ce incinerează morții în ritualuri funerare⁠(d).
Când a vizitat Zhenjiang din Jiangsu, China, Marco Polo a remarcat că acolo fuseseră construite biserici creștine. Afirmația sa este confirmată de un text chinezesc din secolul al XIV-lea care explică cum un sogdian pe nume Mar-Sargis din Samarkand a fondat șase biserici creștine nestoriene pe lângă cea din Hangzhou în a doua jumătate a secolului al XIII-lea. Creștinismul nestorian a existat în China în timpul dinastiei Tang (618-907 e.n.) când un călugăr persan pe nume Alopen⁠(d) (în chineză: Āluósī; 阿羅本; 阿羅斯) a venit în capitala Chang'an în 653 să facă prozelitism⁠(d), așa cum este descris într-o dublă inscripție în chineză și siriacă de la Chang'an⁠(d) (astăzi, Xi'an) datată în anul 781.
Au urmat în curând și alții. Pe la 1340 Francesco Balducci Pegolotti⁠(d), un negustor din Florența, a întocmit un ghid despre comerțul în China⁠(d), o țară pe care a numit-o Cathay⁠(d), remarcând dimensiunile Khanbaliqului⁠(d) (Beijingul modern) și modul în care negustorii puteau să schimbe argintul cu bani chinezești de hârtie⁠(d) care puteau fi folosiți pentru a cumpăra articole de lux, cum ar fi mătasea. Ioan de Mandeville, un autor de la jumătatea secolului al XIV-lea, presupus a fi un englez din St Albans, a susținut că a trăit în China și chiar că a servit la curtea hanului mongol. Cu toate acestea, anumite părți din relatările sale sunt considerate dubioase de către istoricii moderni, unii afirmând chiar că poveștile sale sunt inventate utilizând scrierile despre China ale altor autori, cum ar fi Odoric din Pordenone⁠(d). Marco Polo a menționat prezența masivă a italienilor genovezi la Tabriz (în Iranul de astăzi), un oraș la care Marco a revenit din China prin Strâmtoarea Hormuz în 1293-1294. Călugărul Franciscan ialian Ioan de Montecorvino⁠(d) a făcut aceeași călătorie în sens invers, începând din anul 1291, pornind de la Tabriz la Ormus⁠(d), de unde a navigat spre China, în timp ce era însoțit de negustorul italian Pietro de Lucalongo. În timp ce Montecorvino a devenit episcop în Khanbaliq (Beijing), prietenul lui, Lucalongo, a continuat să lucreze ca negustor acolo și chiar a donat o sumă mare de bani pentru a întreține biserica catolică locală.

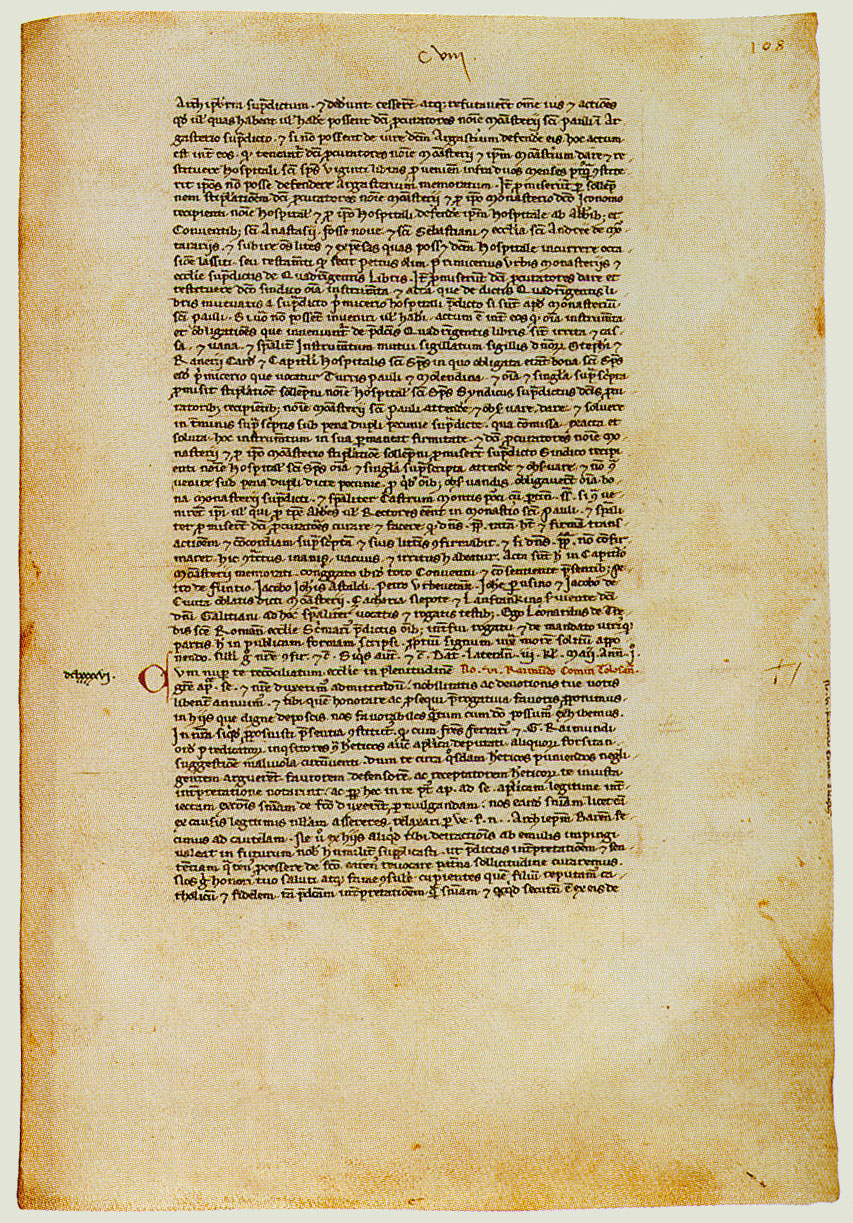
Textul scrisorii Papei Inocențiu al IV-lea „domnitorului și poporului tătar”, adusă lui de Ioan de Carpini, 1245

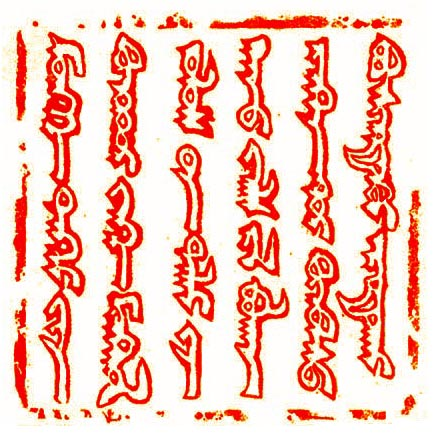
Sigiliul lui cu clasică, pe o scrisoare trimisă Papei Inocențiu al IV-lea la Roma în 1246.

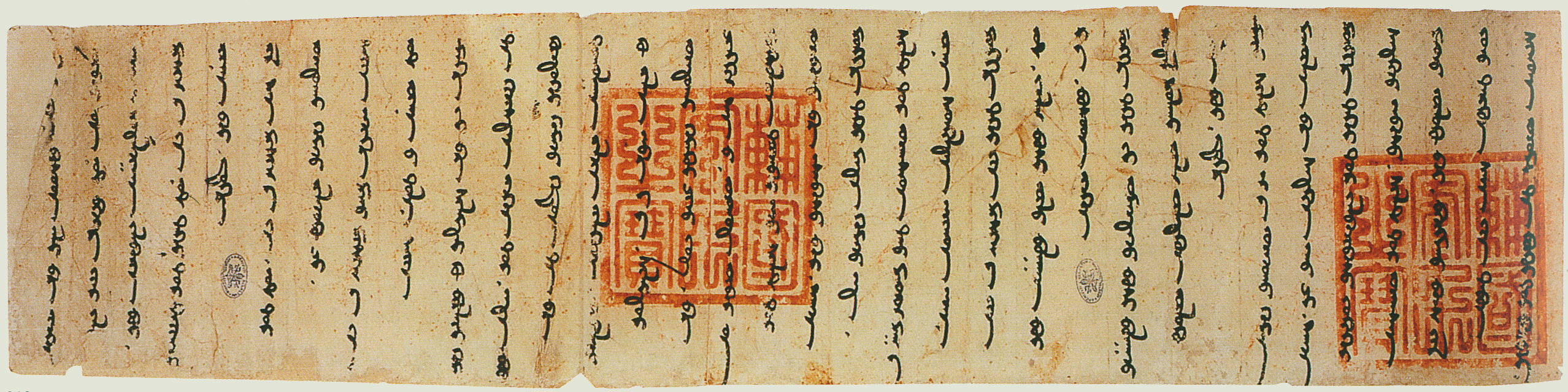
Scrisoare de la, hanul Ilhanatului mongol, adresată Papei Nicolae al IV-lea, 1290.

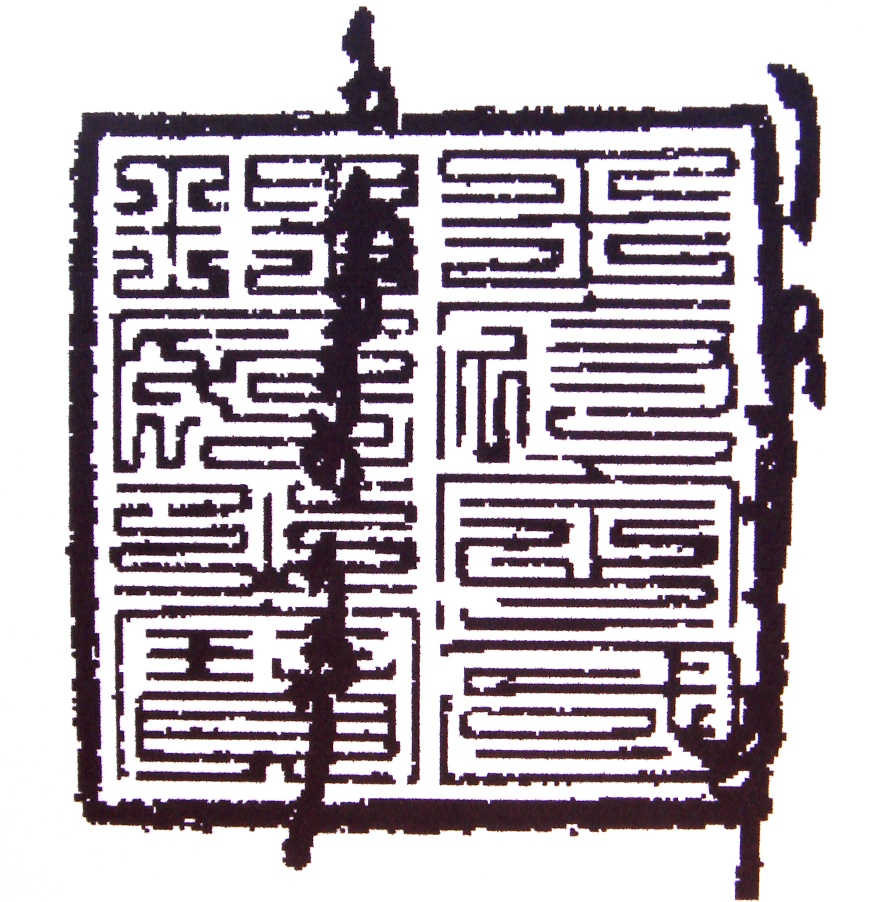
Sigiliul domnitorului mongol pe o scrisoare din 1302 către Papa Bonifaciu al VIII-lea, cu o inscripție în limba chineză în

În Zaytun, primul port din China, exista o mică colonie de genovezi, menționată în 1326 de André de Pérouse. Cel mai faimos rezident italian al orașului era Andolo de Savignone⁠(d), care a fost trimis în Occident de han, în 1336, pentru a obține „100 de cai și alte comori.” După vizita lui Savignone, un sol⁠(d) a fost trimis în China cu un cal superb, care mai târziu a făcut subiectul unor picturi⁠(d) și poezii chinezești⁠(d).
Mai trăiau în China și venețieni, inclusiv unul care a adus în Occident o scrisoare de la Ioan de Montecorvino în 1305. În 1339, este consemnată întoarcerea în Veneția din China a localnicului Giovanni Loredano. La Yangzhou, s-a descoperit și o piatră funerară cu numele Ecaterinei de Villioni⁠(d), fiica lui Dominici, care a murit acolo, în anul 1342.
Istoria Yuanului⁠(d) (capitolul 134) consemnează că un anumit Ai-sie (transliterare a numelui Iosua sau Iosif) din țara Fu lin (adică Imperiul Bizantin), inițial în slujba lui Güyük Han⁠(d), știa bine limbile occidentale și se pricepea la medicină⁠(d) și astronomie⁠(d) și l-a convins pe Kublai Han să-i ofere un post de șef al adunărilor medicală și astronomică. Kublai Han l-a onorat în cele din urmă cu titlul de prinț de Fu lin (Chineză: 拂菻王; Fú lǐn wáng). Biografia lui în Istoria Yuanului listează copiii lui după numele lor chinezești⁠(d), similare cu numele creștine⁠(d) Elias (Ye-li-ah), Luca (Lu-ko), și Antoniu (Un-tun), și o fiică pe nume O-na-si-sz.

## Misionarii și diplomați
Exploratorul și arhiepiscopul italian Giovanni da Pian del Carpine și călugărul și călătorul polonez Benedict of Poland⁠(d) au fost primii emisari papali care au ajuns la Karakorum, după ce au fost trimis acolo de către Papa Inocențiu al IV-lea în 1245. „Historia Mongalorum⁠(d)” a fost scrisă mai târziu de Pian del Carpini, documentând călătoriile sale și o sumară istorie a mongolilor. Misionarii catolici au stabilit în curând o prezență considerabilă în China, din cauza toleranței religioase a mongolilor, datorată în mare parte toleranței foarte mari a hanului și deschiderii pentru încurajarea dezvoltării comerțului și a preocupărilor intelectuale. Istoricul englez din secolul al XVIII-lea Edward Gibbon comenta pe marginea toleranței religioase a mongolilor, mergând până la a compara „legile religioase” ale lui Genghis Han cu ideile echivalente formulate de filozof englez iluminist John Locke.
Oghul Qaimish⁠(d), văduva lui Güyük Han⁠(d), a domnit ca regentă peste țara mongolă între 1249 și 1251. În 1250, diplomații francezi André de Longjumeau, Guy de Longjumeau, și Jean de Carcassonne au ajuns la curtea ei situată pe râul Emil⁠(d) (la frontiera sino-kazahă⁠(d)), cu daruri în numele suveranului Ludovic al IX-lea al Franței, care își dorea o alianță militară. Împărăteasa Qaimish a considerat aceste daruri un tribut și a dat și ea daruri în schimb solilor lui Ludovic și a trimis monarhului francez o scrisoare cerându-i să i se supună ca vasal.
Misionarul franciscan Ioan de Montecorvino⁠(d) (Giovanni da Montecorvino) a fost trimis în China de către Papa Nicolae al III-lea în 1279. Montecorvino a ajuns în China la sfârșitul anului 1293, unde mai târziu a tradus Noul Testament în limba mongolă, și a convertit 6.000 de oameni (probabil cea mai mare parte alani, turci și mongoli, mai degrabă decât chinezi). Lui i s-au alăturat trei episcopi (Andre de Perouse, Gerard Albuini și Peregrino de Castello) și a fost hirotonit arhiepiscop de Beijing⁠(d) de către Papa Clement al V-lea, în 1307. O comunitate de armeni din China⁠(d) a apărut în această perioadă. Ei au fost convertiți la catolicism de către Ioan de Montecorvino. După moartea lui Ioan de Montecorvino, Giovanni de Marignolli a fost trimis la Beijing pentru a deveni noul arhiepiscop din 1342 până în 1346 în încercarea de a menține influență creștină în regiune. Marignolli, deși nu este menționat pe nume în Istoria Yuanului⁠(d), este consemnat în acest text istoric ca „francul⁠(d)" (Fulang) care a dat curții imperiale Yuan un impresionant cal de război și daruri ca tribut.
Pe 15 martie 1314, uciderile lui Francis de Petriolo, Monaldo Ancona și Anton din Milano au avut loc în China. Aceasta a fost urmată de uciderea lui Iacob, episcopul de Quanzhou, în anul 1362. Predecesorii săi au fost Andrei, Peregrinus, și Gerard.
Călugărul franciscan Odoric de Pordenone⁠(d) a vizitat China. Comunitățile de frați din Hangzhou și Zhangzhou au fost vizitate de Odorico. Călătoriile au avut loc între 1304 și 1340, deși el s-a întors pentru prima dată în Europa în 1330. Franciscanii din China erau menționați în scrierea sa, Itinerarium⁠(d).
În 1333, Ioan de Montecorvino a fost oficial înlocuit de Nicolaus de Bentra, care a fost ales de către Papa Ioan al XXII-lea. Au existat plângeri din cauza lipsei unui arhiepiscop în 1338. Toghon Temur⁠(d) (ultimul conducător mongol al dinastiei Yuan din China, înainte de retragerea lor spre Mongolia, pentru a forma dinastia Yuan de Nord⁠(d)) a trimis o solie din care făceau parte italieni genovezi, Papei Benedict al XII-lea, în 1336, solicitând un nou arhiepiscop. Papa a răspuns prin trimiterea de legați și liderii ecleziastici la Khanbaliq în 1342, printre care Giovanni de Marignolli.
În 1370, în urma înlăturării de la putere a mongolilor din China și a instaurării  dinastiei Ming în China, Papa a trimis o nouă misiune în China, cuprinzându-l pe teologul parizian Guillaume du Pré ca nou arhiepiscop și 50 de franciscani. Cu toate acestea, această misiune a dispărut, aparent eliminată de către împăratul Ming 朱元璋⁠(d). Împăratul Hongwu⁠(d) a trimis o scrisoare diplomatică Imperiului Bizantin, printr-un european din China numit Nieh-ku-lun. Ioan al V-lea Paleologul era împărat Bizantin în momentul în care s-a primit mesajul trimis de Hongwu, în care se proclama instaurarea noii dinastii Ming. Mesajul a fost trimis de domnitorului bizantin în septembrie 1371, când Hongwu s-a întâlnit cu negustorul Nieh-ku-lun (捏古倫) din Fu lin (Bizanț). S-a speculat că episcopul de Khanbaliq⁠(d) Nicolaus de Bentra ar fi aceeași persoană ca Nieh-ku-lun, ca de exemplu de către Emil Bretschneider⁠(d) în 1888. Mai recent, Edward N. Luttwak (2009), de asemenea, consideră că Nicolaus de Bentra și acest presupus negustor bizantin Nieh-ku-lin ar fi unul și același.
Fratele William din Parto, Cosma și Ioan de Marignolli erau printre clericii catolici din China. În Oriens Christianus de Michel Le Quien⁠(d) (1661-1733) se consemna numele foștilor episcopi și arhiepiscopi de Khanbaliq.

## Prizonieri
Din călătoriile sale din 1253 să 1255, călugărul franciscan William de Rubruck a raportat prezența a numeroși europeni în Asia Centrală. El descria prizonieri germani care erau ținuți în sclavie și obligați să extragă aur și să fabrice arme de fier în orașul mongol Bolat, aproape de Talas, Kîrgîzstan⁠(d). În Karakorum, capitala mongolă, a întâlnit un parizian, pe nume Guillaume de Buchier, și pe Pâquette, o femeie din orașul francez Metz, care fuseseră capturați în Ungaria în timpul invaziilor mongole din Europa. El menționează și maghiari și ruși, și este se știe că 30.000 de alani, un grup de triburi sarmate, formau garda Asud⁠(d) la curtea mongolă de la Beijing.

## Răspândirea prafului de pușcă chinezesc
Wilhelm de Rubruck, un misionar flamand care a vizitat curtea mongolă a lui Mongke Han⁠(d) la Karakorum și s-a întors în Europa în 1257, era prieten cu filosoful și gânditor științific englez Roger Bacon. Acesta din urmă a consemnat cea mai veche rețetă europeană cunoscută pentru praful de pușcă în Opus Majus⁠(d) din 1267. Aceasta venea la peste două secole după prima descriere chinezească cunoscută⁠(d) a formulei prafului de pușcă în 1044, în timpul dinastiei Song. Cea mai timpurie utilizare a prototipurilor de arme de foc⁠(d) chinezești a avut loc la un asediu din 1132 în timpul războaielor Jin-Song⁠(d), pe când cel mai vechi⁠(d) tun de mână⁠(d) din bronz datează din 1288 din timpul perioadei Yuan. După invaziile mongole ale Japoniei (1274-1281), o pictură japoneză rulată descrie bombele explozive⁠(d) utilizate de forțele dinastiei Yuan împotriva samurailor lor. Până în 1326 prima reprezentare artistică a unui pistol⁠(d) a fost făcută în Europa de Walter de Milemete⁠(d). Petrarca scria în 1350 că tunurile au început apoi să fie o prezență comună pe câmpurile de luptă europene.

## Misiunile diplomatice în Europa
Rabban Bar Sauma⁠(d), un turc uigur⁠(d) creștin nestorian născut în Zhongdu⁠(d) (mai târziu Khanbaliq, Beijing, capitala  dinastia Jin⁠(d) condusă de jurcheni⁠(d)), China, a fost trimis în Europa, în 1287, ca sol al lui Arghun, conducător al Ilhanatului și strănepot al lui Kublai Han. El a fost precedat de Isa Kelemechi⁠(d), un creștin nestorian asirian care a lucrat ca astronom de curte⁠(d) pentru Kublai Han la Khanbaliq, și a fost trimis de Arghun la Papa Honorius al IV-lea în 1285. Un deceniu mai devreme, Bar Sauma plecase inițial într-un pelerinaj⁠(d) la Ierusalim, trecând prin Gansu și Hotan⁠(d) în nord-vestul Chinei⁠(d), dar a petrecut timp în Armenia și Bagdad pentru a evita să fie prins în conflictele armate din regiune. El a fost însoțit de Rabban Markos⁠(d), un alt uigur⁠(d) creștin nestorian din China, care a fost ales patriarh al Bisericii Răsăritene⁠(d) și l-a sfătuit pe Arghun Han să-l pună pe Bar Sauma în fruntea misiunii diplomatice în Europa.

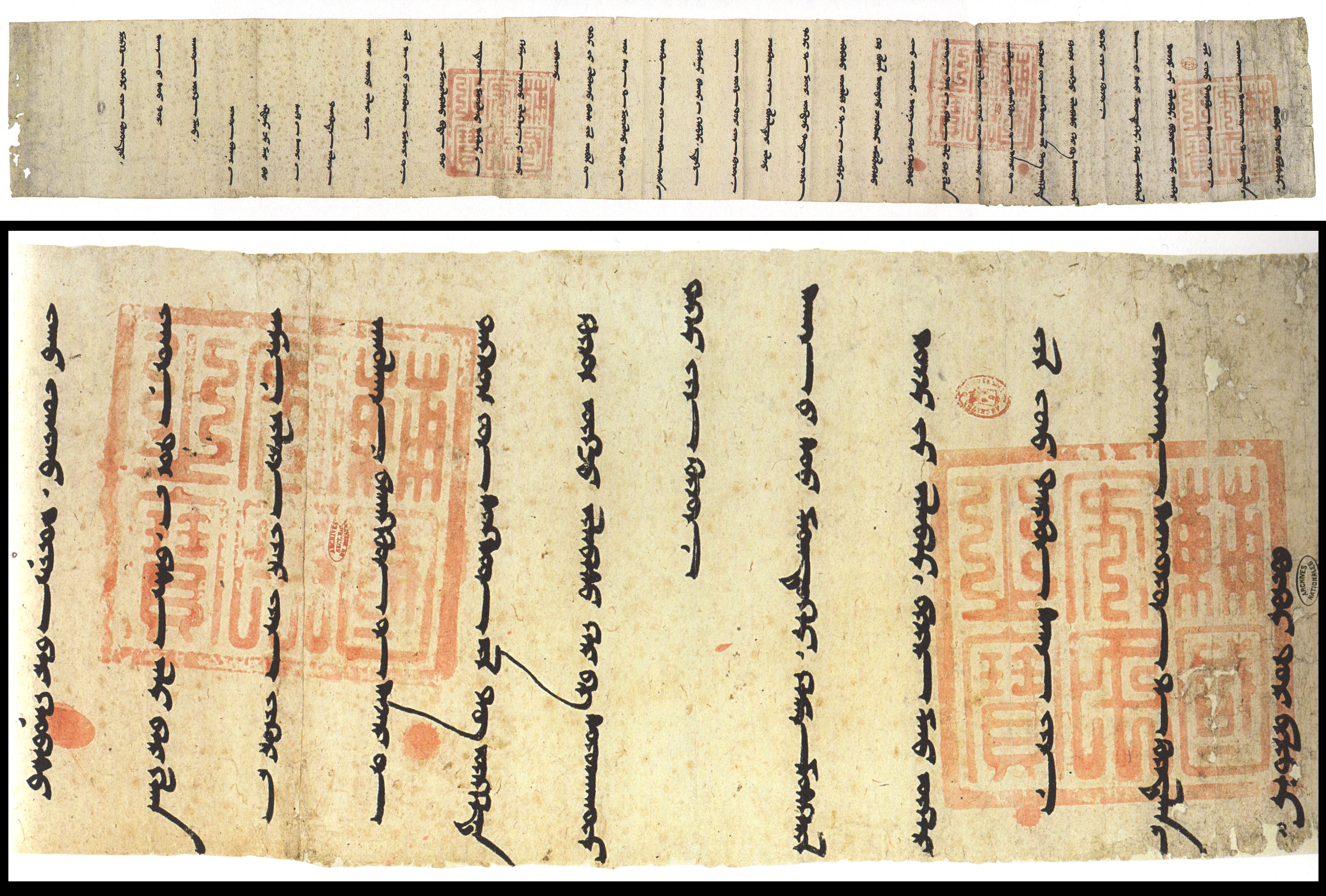
Extras din scrisoarea lui adresată lui Filip al IV-lea, în, din 1289, în care este menționat. Sigiliul este al Marelui Han, cu inscripția chineză: "辅国安民之宝", care înseamnă „Sigiliul apărătorului Statului și aducătorul de pace Poporului”..

Bar Sauma, care vorbea chineză, persană, și uigura veche, a călătorit cu un grup de italieni care i-au servit drept traducători, europenii comunicând cu el în persană. Bar Sauma este prima persoană din China despre care se știe că a ajuns în Europa, unde s-a întâlnit cu împăratul bizantin Andronic al II-lea Paleologul, cu Filip al IV-lea al Franței, cu Edward I al Angliei, și cu Papa Nicolae al IV-lea (la scurt timp după moartea Papei Honorius al IV-lea) pentru a forma o alianță împotriva Sultanatului Mamelucilor. Edward N. Luttwak descrie despre sosirea acestor soli nestorieni la curtea împăratului bizantin Andronic al II-lea ca ceva asemanator cu „primirea veștilor de la rudele din Beijing,” întrucât Kublai Han era nepot al lui Genghis Han și Andronic avea două surori vitrege căsătorite cu strănepoți ai lui Genghis. Mai spre vest, Bar Sauma a asistat la o bătălie navală în Golful Napoli, Italia, în luna iunie 1287 între angevini și Regatul de Aragon, fiind găzduit de Carol Martel de Anjou, al cărui tată, Carol al II-lea al Neapolelui⁠(d), era închis în Aragon (Spania modernă). În afară de dorința sa de a vedea locuri creștine, biserici, și monumente, Bar Sauma s-a arătat interesat în mod deosebit și de viața universitară⁠(d) și de programele de studii de la Paris, interes care Morris Rossabi susține că era înrădăcinat în cât de exotice trebuie să fi părut ele din perspectiva lui în contextul educației primite de el în Persia Musulmană și prin prisma școlilor chinezești⁠(d) confucianiste. Deși a reușit să obțină o audiență cu acești lideri ai creștinătății și a schimb de scrisori cu ei de la Arghun Han, niciuna dintre aceste monarhii creștine nu s-a angajat pe deplin într-o alianță cu acesta.

## Reînnoirea contactelor în timpul dinastiei Ming

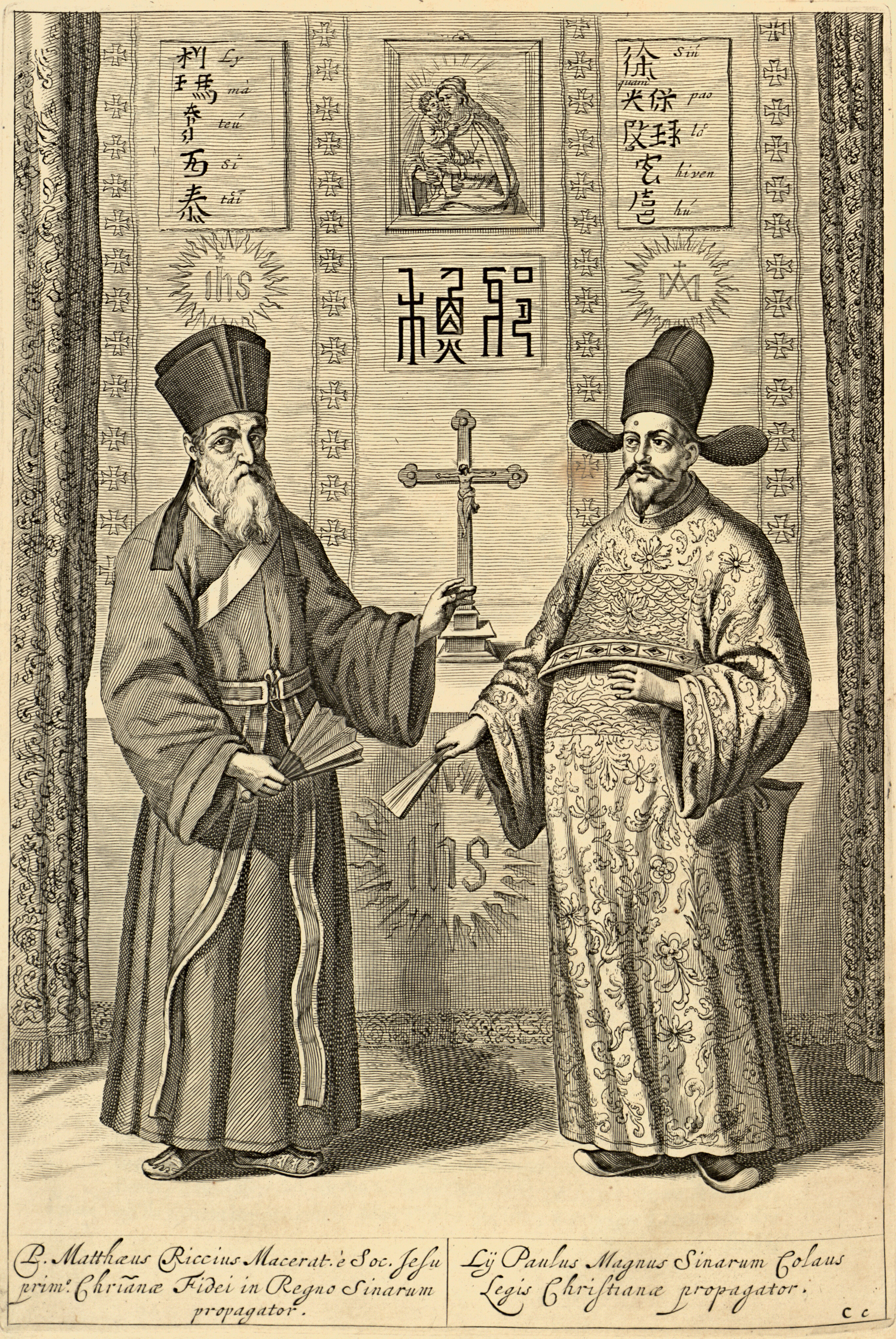
Iezuitul italian Matteo Ricci (stânga) și (dreapta) au publicat ediția chineză a Elementelor lui Euclid (幾何原本) în 1607.

În 1368, dinastia Yuan dominată de mongoli s-a prăbușit din cauza revoltelor interne în timpul Răscoalei Turbanelor Roșii⁠(d), al cărui lider chinez Han va deveni împărat fondator⁠(d) al dinastiei Ming. Comerțului direct și a contactul cu europenii nu avea să mai fie reluate decât în secolul al XV-lea, la inițiativa portughezilor⁠(d) în epoca marilor descoperiri geografice. Primul explorator portughez care a debarcat în sudul Chinei a fost Jorge Álvares⁠(d), care în luna mai 1513 a ajuns la Insula Lintin⁠(d) în delta Râului Perlelor⁠(d) să facă comerț. Acesta a fost urmat de Rafael Perestrello⁠(d), un văr al soției lui Cristofor Columb, care a debarcat la Guangzhou, în 1516, după o călătorie din nou cucerita Malacca portugheză⁠(d). Deși misiunea din 1517 a lui Fernão Pires de Andrade⁠(d) s-a încheiat cu un dezastru și cu încarcerarea sa de către autoritățile Ming, relațiile au fost ameliorate de Leonel de Sousa, primul guvernator⁠(d) al coloniei portugheze comerciale de la Macao, China, prin tratatul luso-chinez din 1554⁠(d). Scrierile lui Gaspar da Cruz⁠(d), Juan González de Mendoza⁠(d), și Antonio de Morga au afectate toate înțelegerea și viziunea asupra Chinei pe care le aveau occidentalii de atunci, oferind amănunte despre societate și comerț.
Misionarul iezuit Matteo Ricci avea să fie primul european invitat în Orașul Interzis din Beijing în vremea dinastiei Ming (în timpul domniei împăratului Wanli), unde el a publicat în 1602 harta lumii⁠(d) în chineză, vestind geografilor din China existența continentelor americane. El a sosit în Macao, în 1582, când a început să învețe limba chineză și să afle despre cultura străveche a Chinei, dar nu știa de evenimentele care se întâmplaseră acolo după sfârșitul misiunilor franciscane de la mijlocul secolului al XIV-lea și instaurarea dinastiei Ming. Din acel moment, lumea islamică⁠(d) a prezentat un obstacol pentru Occident în atingerea Asiei de Est și, pe lângă călătorii pentru comori⁠(d) din secolul al XV-lea ale amiralului Zheng He, dinastia Ming a urmărit în mare măsură politici de izolaționism⁠(d) care au împiedicat-o să întrețină contacte diplomatice îndepărtate.